# Yoshitaka Fukuda
Yoshitaka Fukuda (jap. 福田 吉孝, Fukuda Yoshitaka; * 1948) ist ein japanischer Unternehmer.

## Leben
Fukuda gründete das japanische Unternehmen Aiful. Er ist verheiratet, hat drei Kinder und lebt mit seiner Familie in Tokio. Nach Angaben des Forbes Magazine hatte Fukuda 2012 ein Vermögen von 630 Millionen US$.